# Jean Houbé
Jean Houbé est un acteur français actif au cinéma et à la télévision des années 1960 aux années 1980.

## Filmographie

### Cinéma
- 1960 : Normandie-Niémen de Jean Dréville : le lieutenant Boissy
- 1960 : Tendre et Violente Élisabeth d'Henri Decoin : Fabrice
- 1960 : La Vérité de Henri-Georges Clouzot : André Martinot
- 1961 : L'Engrenage de Max Kalifa : Georges Calin
- 1962 : La Vendetta de Jean Chérasse : Michel Lauriston
- 1962 : Filles de fraudeurs d'Émile-Georges De Meyst : Mareuil
- 1965 : La Nuit des adieux de Jean Dréville et Isaak Menaker : Antoine
- 1971 : Atout sexe de Max Kalifa
- 1972 : Les Portes de feu de Claude Bernard-Aubert
- 1975 : Maître Pygmalion de Hélène Durand et Jacques Nahum
- 1982 : Les P'tites Têtes de Bernard Menez : Jean-Mathieu.

### Télévision
- 1961 : Le Nain, téléfilm de Pierre Badel : Valentin
- 1961 : Le Jeu de l'amour et de la mort, téléfilm d'Alain Boudet : Horace
- 1962 : La Belle aux cheveux d'or, téléfilm de Jacques Rutman : Avenant
- 1965 : Bob Morane, série télévisée en 26 épisodes de Robert Vernay, épisode 7, saison 2 : Claude
- 1975 : Le Passe-montagne, série télévisée en 8 épisodes de Jean Vernier : Peter
- 1976 : Erreurs judiciaires, série télévisée en 13 épisodes de Jean Laviron, épisodes 4 et 6 : le policier en faction / un avocat
- 1982 : Méthanie, série télévisée d'animation en 15 épisodes (voix du narrateur).